# Malenfant (série télévisée)
Pour les articles homonymes, voir Malenfant.
Malenfant est une mini-série québécoise en quatre épisodes de 45 minutes diffusée du 24 février au 17 mars 2011 à Séries+.

## Synopsis
La série raconte l'histoire de l'homme d'affaires québécois Raymond Malenfant. Les deux premiers épisodes racontent comment celui-ci a bâti sa propre chaîne d'hôtels, en suivant peu les règles et sans diplomatie, surtout avec les instances syndicales, en prélude à son achat du Manoir Richelieu lors des épisodes suivants, qui mèneront à un conflit majeur avec les syndicats, à sa chute et ultimement à une banqueroute de 450 millions de dollars.

## Production
Pour écrire la série, le scénariste Claude Paquette, qui a déjà scénarisé une minisérie biographique avec Willie, rencontre des membres de la famille et des amis de Raymond Malenfant, qui collaborent en lui laissant accès à leurs archives, sans pour autant obtenir leur approbation pour le contenu de la production,. Colette, la femme de Malenfant, obtient une place de choix dans le scénario, ce qui contribue à l'intérêt de Séries+ puisque 65 % de son auditoire est féminin. Paquette invente plusieurs personnages, en s'inspirant cependant de personnes réelles.
Ricardo Trogi, s'intéressant au monde des affaires, se propose lui-même de participer à la série. Sa mère avait par ailleurs connue Raymond Malenfant alors qu'elle travaillait dans un restaurant annexé au motel Universel de Sainte-Foy.
En février 2010, il est confirmé que le rôle principal est confié à Luc Picard, pour jouer celui-ci des années 1960 aux années 1990, son rôle lors de sa jeunesse étant confié à un autre acteur,. Le choix de Picard est salué, étant donné son habileté à interpréter des rôles biographiques. Il s'agira de la première collaboration de l'acteur avec le réalisateur Ricardo Trogi. Lors du tournage, Picard aborde plus librement l'interprétation physique du personnage que dans sa précédente interprétation de Michel Chartrand dans la série Chartrand et Simonne, puisque l'apparence de ce dernier est plus connue du public que celle de Raymond Malenfant.

## Fiche technique
- Scénariste : Claude Paquette
- Réalisation : Ricardo Trogi
- Sociétés de production ; Orbi-XXI et Avanti Ciné Vidéo

## Distribution
- Luc Picard : Raymond Malenfant
- Francis Cantin : Raymond Malenfant, jeune vingtaine
- François Chénier : Alain Malenfant
- Maxime Le Flaguais : Benoît Lamontagne, jeune vingtaine
- Hugo Giroux : Benoît Lamontagne
- Julie McClemens : Colette Perron-Malenfant
- Éliane Préfontaine : Colette Perron, jeune vingtaine
- Maryève Alary : France Malenfant
- Aurélie Morgane : Lynn Malenfant
- François L'Écuyer : Adrien Lafond
- Claude Despins : Ovide Caron
- Sandrine Bisson : Ginette
- Martin Dion : médecin
- Jean-François Porlier : André Arthur
- Françoise Lemaître-Auger : dame cabine téléphonique
- Mathieu Handfield : Johnny Rivette
- Ariane-Li Simard-Côté : Marlène Lemieux
- Marc-Antoine Béliveau : client chemise
- Marilou Dubuc : adolescent bicyclette
- Guy-Daniel Tremblay : Jos Taillefer
- Hugues Frenette : adjoint politique
- Pierre Lenoir : fonctionnaire parlement
- Yves Trudel : vendeur d'essence
- Claude Lemieux : médecin de Raymond
- Guillaume Perreault : Pierre Chevalier
- Sylvie Potvin : Louisette Pilote
- Claude Maher : juge
- Marie-Ève Bertrand : infirmière
- Jean-François Boudreau : J. Gagnon, CSN
- Claude Talbot : D. Tremblay, CSN
- Jean-Claude Labelle : avocat de Raymond
- France Pilotte : réceptionniste ministère
- Roger Provencher : commissaire priseur
- Jean-Marc Dalphond : client mécontent
- Jean-Michel Paré : ambulancier
- Blaise Tardif : JD Pilon
- Martin Laroche : régent du syndicat
- Frédéric Millaire-Zouvi : jeune militaire
- Richard Léger : Yves Malenfant
- Pierre Mailloux : syndicaliste
- Sylvie Lemay : Mme Bolduc
- Stéphane Krau : Maurice Séguin
- Denis LaRocque : Georges
- Ève Pressault : Estelle Malenfant
- Marjolaine Lemieux : Françoise Malenfant
- Marie-Évelyne Baribeau : Diane
- Serge Bonin : mari de la cliente

## Réception
Selon le critique Richard Therrien, le réalisateur Ricardo Trogi livre à ce moment « sa réalisation la plus achevée à la télé ». Il apprécie particulièrement le jeu de Luc Picard, qui humanise le controversé Malenfant, sans pour autant en faire un héros. La qualité d'interprétation du rôle secondaire d'un homme d'affaires joué par François L'Écuyer est également soulignée. Il ajoute par ailleurs que le couple Malenfant lui-même et ses enfants auraient apprécié la série.
Pour le critique Hugo Dumas, la série fait un portrait plus lisse et sans son côté rustre de Raymond Malenfant, qui apparaissait dans l'imagerie populaire seulement comme un antisyndicaliste primaire peu éduqué, en présentant l'autre facette du personnage. Il note que le scénariste Claude Paquette a choisi de centrer l'histoire autour de la famille Malenfant plutôt que de se concentrer sur les aspects controversés de son patriarche, en donnant entre autres de l'importance à son épouse Colette. Il louange la réalisation habile de Ricardo Trogi, entremêlant efficacement les époques, ainsi que l'interprétation de Luc Picard.

## Récompenses
En novembre 2011, Malenfant est mis en nomination pour le prix de la meilleure télésérie au Festival Cinéma Tout Écran, le Festival international du film de Genève. Elle est également mise en nomination au Festival international des médias de Banff au printemps 2011. Par ailleurs, la série est mise en nomination pour dix Prix Gémeaux lors du 26e gala des prix en 2011, dont celui de la meilleure série dramatique,.

## Produits dérivés
La série est rendue disponible en DVD le 20 septembre 2011.